# Molas
Molas là một xã thuộc tỉnh Haute-Garonne trong vùng Occitanie tây nam nước Pháp. Xã này nằm ở khu vực có độ cao trung bình 198 mét trên mực nước biển.
Sông Gesse chảy theo hứong đông bắc qua phía đông của xã.